# Tolmie Peak
Der Tolmie Peak ist ein 5.920 ft (1.804 m) hoher Gipfel im Gebiet des Mount Rainier in der Kaskadenkette im US-Bundesstaat Washington. Er liegt 2 mi (3,2 km) nordwestlich des Mowich Lake im nordwestlichen Teil des Mount Rainier National Park.
Die von den Hängen des Tolmie Peak herabströmenden Bäche wie Tolmie Creek und Ranger Creek fließen in den Carbon River ab, welcher über den Puyallup River in den Puget Sound entwässert. Gerade südlich des Tolmie Peak liegt in einem von Gletschern geformten Becken der Eunice Lake.:133 Nordwestlich befindet sich der Howard Peak.
Der Tolmie Peak ist nach William Fraser Tolmie benannt. Tolmie, ein Angestellter der Hudson’s Bay Company und im neugebauten Fort Nisqually stationiert, berichtete als erster Weißer im August 1833 von den Erkundungen im Gebiet des Mount Rainier. Da es Tolmie und zwei indianischen Führern, Lachalet und Nuckalkat, unmöglich war, den Rainier selbst zu erklimmen, bestiegen sie einen der schneebedeckten Gipfel nahe den Quellflüssen des Mowich River. Obwohl der Tolmie Peak nach diesem Ereignis benannt ist, ist der genaue Ort ihres Gipfelsturms nicht bekannt.